# Norman Robert Pogson
| 42 Isis     | 1856. május 23.    |
| 43 Ariadne  | 1857. április 15.  |
| 46 Hestia   | 1857. április 16.  |
| 67 Asia     | 1861. április 17.  |
| 80 Sappho   | 1864. május 2.     |
| 87 Sylvia   | 1866. május 16.    |
| 107 Camilla | 1868. november 17. |
| 245 Vera    | 1885. február 6.   |

Norman Robert Pogson (Nottingham, 1829. március 23. – Csennai, 1891. június 23.) angol csillagász.
Nevéhez nyolc kisbolygó és huszonegy változócsillag felfedezése köthető. Munkája elismeréséül az 1830 Pogson kisbolygó, valamint egy holdkráter viseli a nevét. Ő vezette be a magnitúdó (fényesség) matematikai fogalmát. Egy Hipparkhosz-i fényességkülönbség 2,512-szeres (ötödik gyök száz) luminozitást jelent.

## Fordítás
- Ez a szócikk részben vagy egészben  a   Norman Robert Pogson című angol Wikipédia-szócikk fordításán alapul.  Az eredeti cikk szerkesztőit annak laptörténete sorolja fel. Ez a jelzés csupán a megfogalmazás eredetét és a szerzői jogokat jelzi, nem szolgál a cikkben szereplő információk forrásmegjelöléseként.